# Margaret Pole, 8. Countess of Salisbury

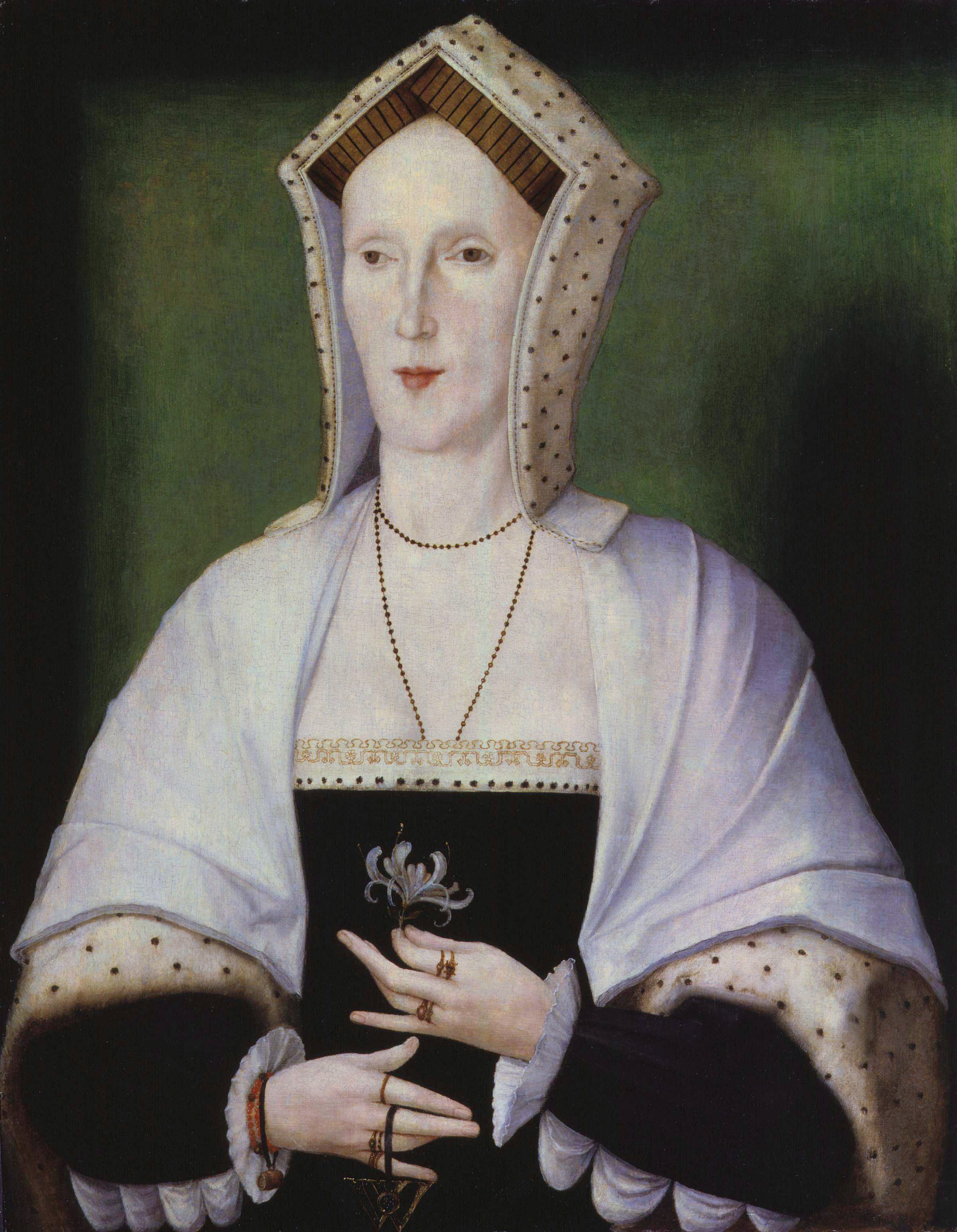
Möglicherweise Porträt der Margaret Pole, 8. Countess of Salisbury; Öl auf Holztafel, um 1535, unbekannter Künstler, National Portrait Gallery London (NPG 2607)

Margaret Pole, 8. Countess of Salisbury, eigentlich Margaret Plantagenet (* 14. August 1473 auf Farleigh Castle; † 27. Mai 1541 in London), war eine englische Adlige und Angehörige der Königsdynastie der Plantagenets sowie Märtyrerin. Mit ihrem Tod starb das Haus Plantagenet aus. Als Tochter des George Plantagenet, 1. Duke of Clarence, war Margaret die Nichte der Könige Eduard IV. und Richard III. sowie eine Cousine der späteren Königin Elizabeth of York. Neben Anne Boleyn war sie die einzige Frau im England des 16. Jahrhunderts, die eine Earlswürde aus eigenem Recht trug.
Durch ihre Abstammung aus dem Haus Plantagenet hatte Margaret einen Anspruch auf den englischen Thron, was sie immer wieder zum unfreiwilligen Fokus für Intrigen machte. In der späteren Regierungszeit König Heinrichs VIII. gipfelte der Widerstand ihres Sohnes Reginald Pole gegen Heinrich in der Verhaftung Margarets und ihrer Familie. Ihr Sohn Henry Pole, Lord Montague, wurde im Verlauf der Exeter-Verschwörung 1539 hingerichtet, und Margaret folgte ihm nach fast drei Jahren im Tower of London auf das Schafott. Am 29. Dezember 1886 wurde sie von Papst Leo XIII. als Märtyrerin seliggesprochen.

## Leben

### Die ersten Jahre
Margaret wurde am 14. August 1473 als älteste Tochter von George Plantagenet und Isabella Neville auf Farleigh Castle bei Bath geboren. Zum Zeitpunkt ihrer Geburt stand ihr Vater an dritter Stelle in der Thronfolge und Margaret wuchs in ihren ersten Lebensjahren als Prinzessin auf. Ihr Bruder Edward Plantagenet war das einzige weitere überlebende Kind ihrer Eltern. Im Alter von fünf Jahren verlor Margaret ihren Vater, der von seinem Bruder Eduard des Hochverrats angeklagt und hingerichtet wurde. Diesen Umstand nutzte ihr Onkel Richard später aus, um Margaret und ihren Bruder Edward von der Thronfolge auszuschließen. Da sie nach der Bastardisierung ihrer Cousinen, u. a. Elizabeth of York und Katherine of York, in der Thronfolge nach oben rückten, erklärte Richard, dass durch die Hinrichtung ihres Vaters als Verräter auch Margarets und Edwards Thronanspruch verwirkt wäre. Er entsandte die Kinder im September 1483 nach Yorkshire, wo sie auf seinen Befehl hin das Sheriff Hutton Castle bewohnten.
Nach dem Sieg und der Thronbesteigung Heinrichs VII. im Jahr 1485 war der neue König in erster Linie daran interessiert, Rivalen um seinen Thron zu neutralisieren. Margarets Bruder Edward, der die größere dynastische Bedrohung darstellte, wurde im Tower of London inhaftiert. Margaret hingegen wurde mit Heinrichs Cousin Richard Pole verheiratet, der dem König treu ergeben war. Die Eheschließung fand wahrscheinlich im November 1487 statt. Zwar war ihr Mann von geringerer Abkunft als sie selbst, aber Margaret war zu diesem Zeitpunkt völlig mittellos und hätte ohnehin keine Möglichkeit gehabt, eine fürstliche Mitgift aufzubringen, um einen höherrangigen Partner zu finden. Ihr neuer Wohnort war zunächst Bockmer in Medmenham. Richard Pole wurde schließlich als Haushofmeister im Haushalt des jungen Arthur Tudor angestellt, woraufhin Margaret das Stourton Castle in Staffordshire bezog, um in der Nähe ihres Mannes zu sein. Hier brachte sie auch ihren Sohn Reginald Pole zur Welt.

### Freundschaft zu Katharina von Aragón

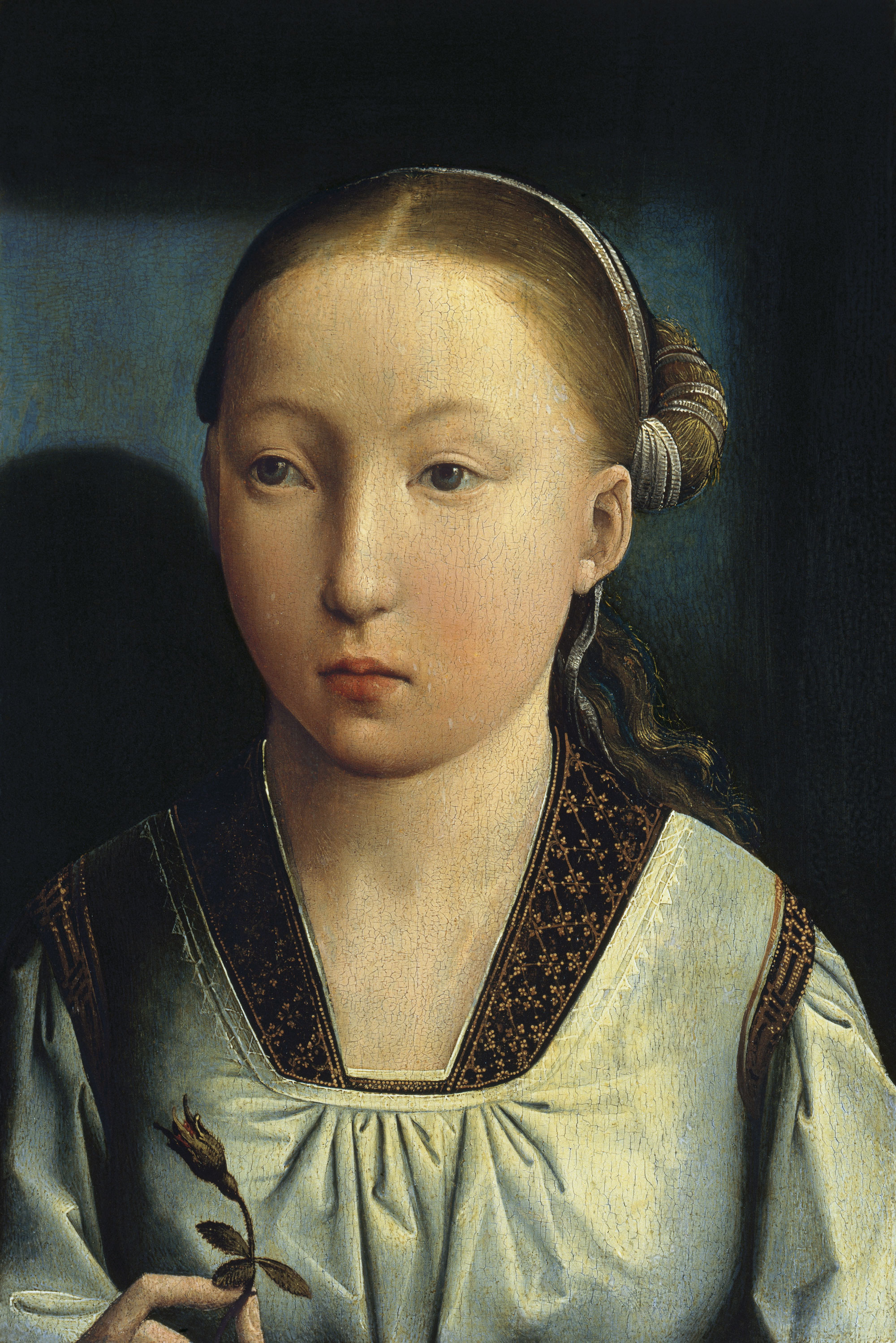
Katharina von Aragón als junges Mädchen

Margarets Bruder Edward Plantagenet wurde 1499 auf Befehl des Königs gemeinsam mit dem Prätendenten Perkin Warbeck hingerichtet, angeblich wegen eines Fluchtversuchs und des versuchten Mordes an einem Wächter. Möglicherweise geschah es aber auch, um die besorgten Eltern Katharina von Aragons zu beruhigen. Die Herrscher von Spanien wollten ihre jüngste Tochter, die Verlobte des Thronfolgers Arthur Tudor, nicht in ein umkämpftes Königreich schicken. Einigen Quellen zufolge verlangte Ferdinand von Aragón ausdrücklich den Tod Edwards, da er „keine Sicherheit in der Thronfolge sah, solange der Earl of Warwick am Leben war“. Ab Dezember 1501, als Arthur und Katharina gemeinsam nach Wales zogen, gehörte Margaret Pole zum Haushalt der jungen Prinzessin. Obwohl Katharinas Vermählung und Ankunft in England möglicherweise erst infolge des Todes von Margarets Bruder zustande gekommen war, trug Margaret es ihr nicht offen nach. Es entstand eine lebenslange Freundschaft zwischen den beiden hochgeborenen Frauen.
Nach dem Tod Arthur Tudors wurde Margaret aus Katharinas Diensten entlassen. Ihr Ehemann stand nach wie vor im Dienste des Königs und geleitete 1503 dessen Tochter Margaret Tudor nach Schottland. Er starb im Jahr 1504, wodurch Margaret alleine die Obsorge von fünf Kindern hatte. Obwohl König Heinrich für einen Teil der Bestattungskosten aufkam, zwang der Ausfall des Gehalts des verstorbenen Mannes Margaret dazu, den Sohn Reginald Pole in den kirchlichen Dienst zu schicken, um nicht länger für seinen Unterhalt sorgen zu müssen. Reginald selbst beschuldigte die Mutter im Jahr 1536 wütend: „Ihr habt Euch nie darum gekümmert, für meinen Lebensunterhalt oder anderweitig für mich zu sorgen, wie Ihr es für andere tatet.“ Als die langjährige Freundin Katharina von Aragón im Jahr 1509 doch Königin von England wurde, verbesserte sich Margarets gesellschaftliche und finanzielle Lage schlagartig.
Kurz nach der Krönung wurde Margaret zur Hofdame der neuen Königin ernannt. König Heinrich VIII. überschrieb ihr am 4. August 1509 eine Jahresrente von 100 Pfund. Er bezeichnete Margaret als die „frömmste Frau in ganz England“ und verlieh ihr am 14. Oktober 1513 die erbliche Earlswürde der Countess of Salisbury aus eigenem Recht. Diesen Titel hatte zuvor ihr Bruder getragen; vermutlich versuchte Heinrich, damit das Unrecht seines Vaters an Margarets Familie gutzumachen. Damit wurde Margaret neben Anne Boleyn zur einzigen Frau, die im 16. Jahrhundert aus eigenem Recht eine Earlswürde erhielt. Auch erhielt sie per Parlamentsbeschluss den früheren Familienbesitz zurück. Wie die meisten Adligen musste sie dafür allerdings eine Gebühr zahlen. Sie erhielt Ländereien in 17 englischen Grafschaften sowie vereinzelte Güter in Wales und Calais. Gegen 1538 belief sich Margaret Poles jährliches Einkommen auf den stattlichen Betrag von 2311 Pfund; damit gehörte sie zu den fünf reichsten und mächtigsten Adligen Englands. Zusätzlich unterstützte Heinrich aktiv das Studium ihres Sohnes Reginald.

### Gouvernante der Prinzessin
Am 21. Februar 1516 wurde Margaret Pole Taufpatin der Prinzessin Maria. Während Katharinas und Heinrichs Reise nach Camp du Drap d’Or wurde sie zur Gouvernante Marias ernannt. Die Prinzessin bezeichnete sie später als ihre „zweite Mutter“. Im Jahr 1521 gerieten Margarets Söhne unter den Verdacht, mit Edward Stafford, 3. Duke of Buckingham, zu konspirieren, weshalb sie bis 1525 aus Marias Haushalt entfernt wurde. Erst als die Prinzessin nach Wales in einen eigenen Haushalt entsandt wurde, erhielt Margaret Pole ihre Anstellung zurück. Da sie selbst mit Königen verwandt war, wurde es ihre Aufgabe, die Prinzessin auf ihre Rolle als Königin vorzubereiten. Ab dem Jahr 1530 kümmerte sie sich auch um Marias nahezu gleichaltrige Cousine, Lady Margaret Douglas.
Als König Heinrich beschloss, seine Ehe mit Katharina von Aragón annullieren zu lassen, stellte sich Margaret entschieden auf die Seite der Königin und wurde eine ihrer stärksten Fürsprecherinnen, wie es auch Heinrichs Schwester Mary Tudor, María de Salinas, Elizabeth Howard, Ehefrau des Thomas Howard, 3. Duke of Norfolk, und Gertrude Courtenay, Ehefrau des Henry Courtenay, 1. Marquess of Exeter, waren. Auch stand sie ihrem Schützling, Heinrichs Tochter Maria, mit Rat und Tat zur Seite, als deren Rang als Prinzessin in Frage gestellt wurde. Als 1533 Maria ihr Tafelgeschirr und ihre Juwelen abgeben sollte, verweigerte Margaret Pole die Herausgabe, woraufhin Lord Hussey an den Minister Thomas Cromwell schrieb: „Ich wünschte bei Gott, Ihr und der König würdet wissen und sehen, was ich hier neulich tun musste.“
Im Dezember 1533 wurde Maria nach der Geburt der Tochter Anne Boleyns, Elisabeth, der Titel als königliche Prinzessin aberkannt, und sie selbst wurde als Hofdame in Elisabeths Haushalt gebracht. Margaret bot daraufhin an, Maria auf eigene Kosten weiterhin zu dienen. Dies wurde ihr jedoch auf das Schärfste untersagt, da sie mittlerweile verdächtigt wurde, Gertrude Courtenay in ihrer Angelegenheit mit Elizabeth Barton unterstützt zu haben. Zusätzlich versuchte Margaret den Minister Cromwell daran zu hindern, Vorsteher von Bisham in Berkshire zu werden, was die Spannungen zwischen ihnen vertiefte. Der spanische Botschafter Eustace Chapuys bat König Heinrich 1535, seine Tochter Maria wieder in Margaret Poles Obhut zu geben, doch Heinrich lehnte wütend ab und bezeichnete Margaret als „eine Närrin ohne jegliche Erfahrung“.

### Im Konflikt mit dem König
Ein erster Konflikt mit Heinrich hatte sich bereits im Jahr 1513 abgezeichnet. William Compton, ein einflussreicher Freund des Königs und sein oberster Kammerdiener, war stets an der Vergrößerung seines Besitzes interessiert und versuchte nach Angaben Margarets, sie zur Heirat zu überreden. Als dies nichts fruchtete, wies er den König darauf hin, dass die Ländereien von Canford in Wirklichkeit zum Herzogtum Somerset gehörten. Margaret erhielt den Befehl, sich von Canford zurückzuziehen, bis die Besitzfrage eindeutig geklärt war. Durch seinen Einfluss gelang es Compton, sich das Amt des Verwalters von Canford zu sichern und sich auf diese Weise die Ländereien zu erschleichen. Obwohl Comptons Methoden legal mindestens ebenso fragwürdig waren wie Margarets Ansprüche auf die Ländereien, stellte sich der König hinter seinen Freund. Ihm missfiel Margarets Starrsinnigkeit, zumal er selbst nach geltendem Recht den stärkeren Anspruch hatte.

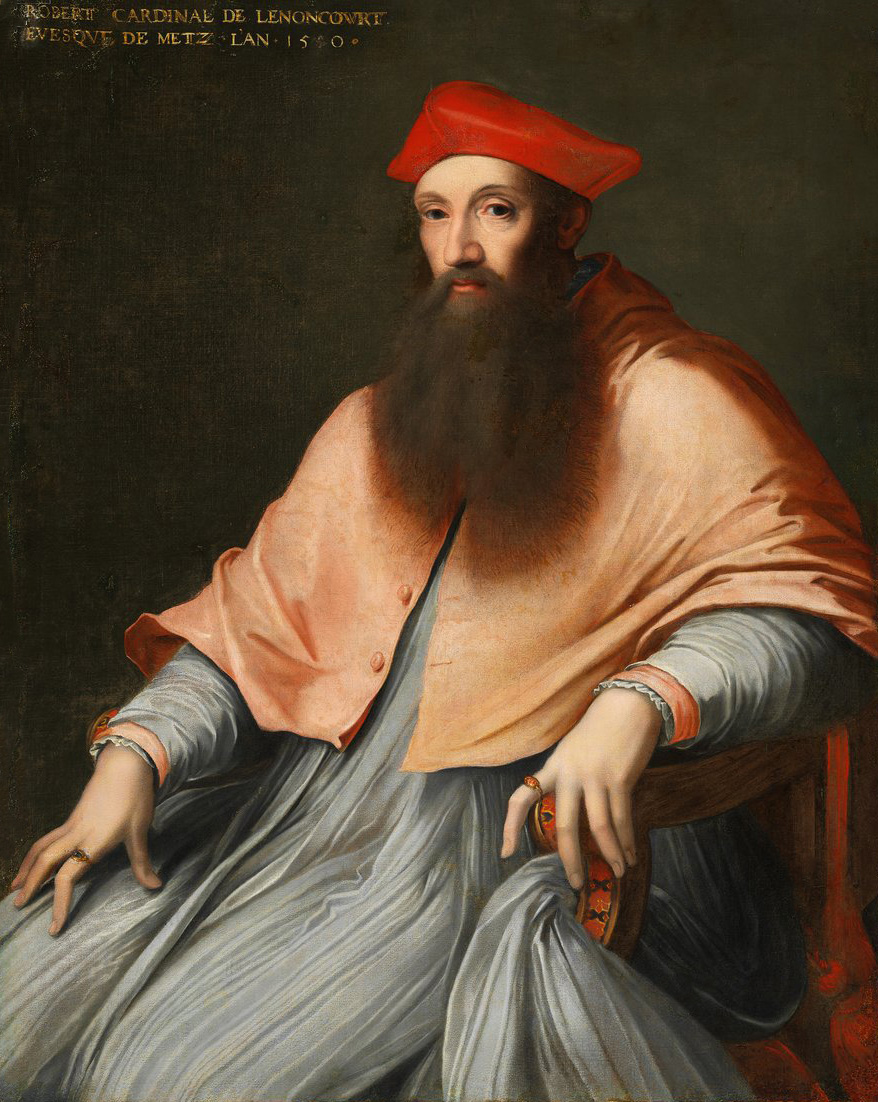
Margaret Poles Sohn Reginald Kardinal Pole

Während Heinrichs Ehe mit Anne Boleyn erschien Margaret Pole nicht bei Hofe, da sie nach wie vor Maria unterstützte und diese in Ungnade gefallen war. Erst nach Anne Boleyns Hinrichtung und nachdem Maria Heinrich offiziell als Oberhaupt der englischen Kirche und sich selbst als Bastard anerkannt hatte, wurde Margaret zurück an den Hof berufen. Doch nun bahnte sich ein neuer Konflikt an, diesmal zwischen Heinrich und Margarets Sohn Reginald. Dieser hatte lange Zeit England nicht betreten und hatte nun 1536 ein Traktat Zur Einigkeit der Kirche verfasst. In diesem erklärte er Heinrichs Anspruch auf den Titel des Oberhaupts der englischen Kirche als nichtig und rechnete auch bezüglich seiner Scheidung von Katharina von Aragón mit dem König ab. Heinrich war außer sich vor Zorn, da er Reginald Pole während seines Studiums finanziell unterstützt und von ihm Rückendeckung erwartet hatte. Margaret schrieb ihrem Sohn daraufhin einen strengen Brief, in dem sie seine Handlungen als Verrücktheit bezeichnete. Ihren Dienern gegenüber nannte sie ihn einen Verräter und dass sie es bereue, ihn jemals geboren zu haben. Historiker vermuten dennoch, dass Margaret diese Aussagen lediglich mit der Absicht machte, Heinrich zu beschwichtigen.

Da sich Reginald Pole unterdessen mit Heinrichs erklärten Feinden traf und im Auftrag des Papstes versuchte, Marias Cousin Karl V. zur Invasion Englands zu überreden, wuchs der Druck auf Margaret und ihre Kinder enorm. Besonders Henry Pole, Lord Montagu, und Geoffrey Pole rückten ins Visier von Thomas Cromwell, der vermutete, dass beide trotz aller Proteste nach wie vor Kontakt zu ihrem Bruder hatten. Im August 1538 wurde Geoffrey Pole verhaftet. Innerhalb der nächsten zwei Monate machte er Aussagen, die seinen Bruder und ihren Vetter 2. Grades Henry Courtenay schwer belasteten. Seine Aussagen wurden zur sogenannten „Exeter-Verschwörung“ aufgebauscht. Anfang November wurden die Poles und die Courtenays verhaftet, und Margaret wurde von William Fitzwilliam, Earl of Southampton, in Warblington einen ganzen Tag lang verhört. Auch wurde alles nach kompromittierenden Briefen durchsucht. Margaret hatte sich nichts zuschulden kommen lassen und gab klare und feste Antworten. Fitzwilliam erklärte schließlich mit widerwilligem Respekt: 

„Wir hatten es mit jemandem zu tun, wie ihn wohl noch kein Mensch zuvor erlebt hat. Wir sollten sie eher einen starken, beständigen Mann nennen als eine Frau. Wir nehmen an, dass niemand zuvor eine solche Frau gesehen oder gehört hat, so ernst in ihrem Gebaren und so präzise in Gesten und Worten, dass es ein wahres Wunder ist.“

Mitte November 1538 ließ König Heinrich dennoch Margaret Pole verhaften und in den Tower von London sperren. Anfang Dezember wurde ihr Sohn Henry wegen Hochverrats hingerichtet, ihr Sohn Geoffrey blieb weiterhin in Haft, ebenso wie Margarets alte Freundin Gertrude Courtenay. Möglicherweise hoffte Heinrich, sie als Geisel benutzen zu können, um Reginald Pole von weiteren Handlungen gegen England und ihn selbst abzuhalten. Angesichts der Gefahr, die England durch eine mögliche Invasion drohte, wurde Margaret zusätzlich dadurch belastet, dass ihre Ländereien strategisch günstig an der Küste lagen und damit als Sprungbrett für eine mögliche Invasion betrachtet werden konnten. Reginald Pole ließ sich jedoch weiterhin nicht in England blicken. Im Mai 1539 wurden in der Parlamentssitzung Margaret und ihren noch lebenden Kindern durch eine Bill of Attainder offiziell alle ihre Titel aberkannt. Da Margaret keine Schuld nachgewiesen werden konnte, die diesen Akt rechtfertigte, zeigte Cromwell dem Parlament eine Tunika, die angeblich in Margarets Truhe gefunden worden war. Sie zeigte ein Wappen der Pilgrimage of Grace, und die aufgestickte Symbolik wurde als geplante Eheschließung zwischen Prinzessin Maria und Reginald Pole interpretiert. Historiker sind sich einig, dass es sich um eine Fälschung handelte, da Margarets Sachen bereits vorher gründlich durchsucht worden waren.

### Tod
Die nächsten beiden Jahre verbrachte Margaret Pole im Tower. Ihre Haftbedingungen waren etwas leichter als die anderer Gefangener. Heinrich zahlte für ihre Mahlzeiten und die ihres Enkels und gestattete ihr, eine Zofe bei sich zu haben. Eine Zeit lang wurde sogar angenommen, dass sie 1540 entlassen werden sollte. Außerdem ist für März 1541 in seinen Ausgaben Geld für ihre Kleidung verzeichnet. Daher nehmen Historiker an, dass ihre Hinrichtung zwei Monate später eine spontane Entscheidung Heinrichs war. Möglicherweise wurde sie einmal mehr impliziert, als Thomas Wyatt angeblich mit Reginald Pole zu tun hatte. Zudem hatte Sir John Neville im April einen Aufstand in Yorkshire organisiert, der sich hauptsächlich gegen Heinrichs Anspruch richtete, Oberhaupt der Kirche zu sein. Da Margaret ebenfalls königlicher Abstammung war, wurde sie somit unfreiwilligerweise zur Alternative zu Heinrich.
Am 27. Mai 1541 wurde Margaret um sieben Uhr früh zum Schafott auf dem East Smithfield Green innerhalb des Towers gebracht. Sie sagte, dass sie kein Verbrechen begangen habe, und bat die Anwesenden, für die königliche Familie zu beten und dass Prinzessin Maria ihrer gedenken sollte. Zum Entsetzen der Umstehenden gelang es dem Henker nicht, sie schnell und schmerzlos zu töten. Augenzeugenberichten zufolge handelte es sich bei ihm um „einen elenden, stümperhaften Jungen, der ihren Kopf und ihre Schulter auf schrecklichste Weise buchstäblich in Stücke hackte“. Als Reginald Pole von ihrem Tod erfuhr, sagte er seinem Sekretär, er sei stolz, nun der Sohn einer Märtyrerin zu sein. Er schloss sich für eine Stunde ein und kehrte anschließend „so heiter wie zuvor“ zurück. Margaret Pole wurde in der Kapelle St. Peter ad Vincula innerhalb der Mauern des Towers bestattet. 1876 wurden dort ihre sterblichen Überreste gefunden, anhand derer sich schlussfolgern lässt, dass sie für das 16. Jahrhundert ungewöhnlich groß gewesen war.
Die erbliche Earlswürde, die Heinrich VIII. Margaret Pole und ihren Nachkommen im Jahr 1513 zuerkannt hatte, war ihr durch die Bill of Attainder von 1539 aberkannt worden. Im Jahr 1605 wurde der Titel eines Earls of Salisbury dem Staatsmann Robert Cecil übertragen.
1886 wurde Margaret Pole von Papst Leo XIII. als Märtyrerin seliggesprochen, da sie zusammen mit vielen anderen für den Heiligen Stuhl und „für die Wahrheit des orthodoxen Glaubens“ (das heißt den römisch-katholischen Glauben) ihr Leben gelassen habe. Ihr Gedenktag ist der 28. Mai.

## Nachkommen
Aus der Ehe mit Richard Pole entstammten insgesamt fünf überlebende Kinder:
- Henry Pole, 1. Baron Montagu (1492–1539)
- Arthur Pole (* ca. 1499) († 1527–28)
- Reginald Pole (1500–1558)
- Geoffrey Pole (* ca. 1502) († 1558)
- Ursula Pole (* ca. 1504) († 1570)

## Darstellung in Buch und Film
In Philippa Gregorys historischem Roman The Boleyn Inheritance (deutscher Titel: Das Erbe der Königin) taucht Margaret Pole als Nebenfigur auf. Im Roman The King's Curse ist sie die Hauptfigur.
In der Fernsehserie Die Tudors spielte Kate O’Toole in der ersten und dritten Staffel Lady Salisbury, eine fiktionalisierte Version von Margaret Pole.
In der Fernsehserie The White Princess, die auf dem gleichnamigen Roman von Philippa Gregory basiert, wird sie von Rebecca Benson  gespielt.
In der Fernsehserie The Spanish Princess  (2019) wird sie von Laura Carmichael dargestellt.